# José Siro González Bacallao
José Siro González Bacallao (Candelária, 9 de dezembro de 1930 - Mântua, província de Pinar del Rio, 19 de julho de 2021) foi um padre cubano e bispo católico romano de Pinar del Rio.
Papa João Paulo II o nomeou 30 de março de 1982 como Bispo de Pinar del Río. O arcebispo de San Cristóbal de la Havana, Jaime Ortega, o consagrou na Catedral de San Rosendo em Pinar del Río; Os co-consagrantes foram Pedro Meurice, Arcebispo de Santiago de Cuba, e Fernando Ramón Prego Casal, Bispo de Cienfuegos-Santa Clara. Seu lema, Aquí estoy Señor para hacer tu voluntad (“Aqui estou, Senhor, para fazer a tua vontade”) deriva de Hebreus 10:7. Durante seu bispado, José Siro González Bacallao estabeleceu o Pequeno Seminário de P. Félix Varela em San Juan y Martínez, bem como o Centro Missionário César Balbín em Candelaria e a Diocese de Nuestra Señora de Loreto. Ferner fundou o Centro de Formação Cívica y Religiosa e uma escola de verão para catequistas.
Em 13 de dezembro de 2006, o Papa Bento XVI acatou seu pedido de demissão relacionado à idade.